# Heinrich Schmidtgal
Heinrich Eduardowitsch Schmidtgal (kasachisch Генрих Эдуардович Шмидтгаль Genrich Eduardowitsch Schmidtgal; * 20. November 1985 in Issyk, Kasachische SSR, Sowjetunion) ist ein ehemaliger kasachisch-deutscher Fußballspieler. Der Linksfüßer konnte sowohl auf der linken Abwehrseite als auch auf der linken Außenbahn eingesetzt werden.

## Biographie
Heinrich Schmidtgals Eltern zogen, als er zwei Jahre alt war, mit ihm nach Schloß Holte-Stukenbrock in Nordrhein-Westfalen. Sein Abitur machte er auf der Hans-Ehrenberg-Schule in Bielefeld-Sennestadt. Nach Ewald Lienen und Sören Brandy war Schmidtgal der dritte Absolvent dieser Schule, der sich im Profifußball etablierte.

### Vereinskarriere
Schmidtgal begann 1994 beim FC Hövelriege mit dem Fußballspielen und wechselte in der C-Jugend zum SC Verl. Am 27. August 2003 absolvierte er sein Debüt im Herrenbereich, als er am zweiten Spieltag der Oberliga Westfalen-Spielzeit 2003/04 in der 65. Minute eingewechselt wurde und in der 90. Minute mit dem Treffer zum 2:3-Endstand sein erstes Tor erzielte. Er kam in dieser Spielzeit noch für die Jugend zum Einsatz und absolvierte in der ersten Mannschaft in der Oberliga zehn Einsätze. In der neuen Saison nach dem Ende seiner Jugendkarriere war er Stammspieler und kam zu 29 Einsätzen mit vier Toren. Schmidtgal zeigte gute Leistungen und weckte das Interesse von Marcel Koller, zu dieser Zeit Trainer des VfL Bochum, der ihn zur Spielzeit 2007/08 verpflichtete. In Bochum kam Schmidtgal zunächst in der Reservemannschaft zum Einsatz, dabei trainierte er bei den Profis, die zu diesem Zeitpunkt in der Bundesliga spielten. Nach kurzer Zeit ohne Einsätze in der Profimannschaft wurde er von Koller auch im Trainingsbereich der Amateurmannschaft zugeordnet.
Zur Saison 2009/10 ging Schmidtgal zum Zweitligisten Rot-Weiß Oberhausen. Dort hatte er eine Stammposition im Mittelfeld inne. Sein erstes Profitor erzielte er am 7. Spieltag zum spielentscheidenden 1:0 gegen den MSV Duisburg. Im November 2010 zog er sich im Heimspiel gegen Arminia Bielefeld (3:0) einen Riss der Bizepssehne im Knie zu und musste vier Monate pausieren. Am 9. April 2011 (29. Spieltag) gab er sein Comeback in der Partie gegen Fortuna Düsseldorf. Sein Vertrag bei RW Oberhausen lief bis zum 30. Juni 2011 und wurde nach dem Abstieg nicht verlängert.
Zur Saison 2011/12 wechselte er zur SpVgg Greuther Fürth und erhielt einen Zweijahresvertrag. Mit den Fürthern stieg er am Ende der Saison 2011/12 in die Bundesliga auf, in der er am 25. August 2012 im Spiel gegen den FC Bayern München unter Trainer Mike Büskens debütierte. Die SpVgg stieg am Saisonende direkt wieder ab. Zudem wurde Schmidtgal auf der linken Verteidigerposition von Abdul Rahman Baba verdrängt. Er verlängerte daraufhin aufgrund der fehlenden sportlichen Perspektive seinen Vertrag in Fürth nicht, wechselte zur Saison 2013/14 zu Fortuna Düsseldorf. Er unterschrieb einen bis zum 30. Juni 2015 gültigen Vertrag, der zum Saisonende 2014/15 seitens des Vereins nicht verlängert wurde.
Ab der Saison 2015/16 stand Schmidtgal beim FSV Frankfurt unter Vertrag. Bei den Hessen erhielt er einen bis 2017 gültigen Vertrag. Im Juli 2015 wurde er am Knie operiert und konnte daher kein Spiel für den FSV absolvieren.
Nachdem er mit dem FSV Frankfurt in die 3. Liga abgestiegen war, beendete Schmidtgal im Sommer 2016 seine Karriere.

### Nationalmannschaft
Schmidtgal war bis 2010 nur deutscher Staatsangehöriger und erhielt 2010 auch einen kasachischen Pass. Am 30. Juli 2010 wurde der Abwehrspieler vom damaligen Nationaltrainer Bernd Storck in den vorläufigen Kader der kasachischen Nationalmannschaft für das Europameisterschafts-Qualifikationsspiel am 3. September gegen die Türkei nominiert und kam von Beginn an zu seinem ersten Länderspieleinsatz. Gegen die deutsche Auswahlmannschaft erzielte er in seinem zwölften Länderspiel am 26. März 2013 in Nürnberg bei der 1:4-Niederlage im WM-Qualifikationsspiel mit dem Treffer zum 1:3 in der 46. Minute sein erstes Tor.

### Erfolge
- SC Verl
  - Meister der Oberliga Westfalen: 2006/07
  - Aufstieg in die Regionalliga Nord: 2006/07
  - Westfalenpokal: 2006/07
- VfL Bochum II
  - Aufstieg in die Regionalliga Nord: 2007/08
- SpVgg Greuther Fürth
  - Meister der 2. Bundesliga: 2011/12
  - Aufstieg in die Bundesliga: 2011/12